# Ключева (Медведевський район)
Ключева́ (рос. Ключевая, марій. Ключевой) — присілок у складі Медведевського району Марій Ел, Росія. Входить до складу Азановського сільського поселення.

## Населення
Населення — 17 осіб (2010; 9 у 2002).
Національний склад (станом на 2002 рік):
- лучні марійці — 67 %
- росіяни — 33 %